# فرناندو مارسيلو كامباغنولو
فرناندو مارسيلو كامباغنولو هو لاعب كرة قدم برازيلي في مركز الدفاع، ولد في 29 يناير 1974 في بيراسيكابا في البرازيل. لعب مع نادي بيرا مار ونافال.